# Ungenach
Ungenach osztrák község Felső-Ausztria Vöcklabrucki járásában. 2018 januárjában 1492 lakosa volt.

## Elhelyezkedése

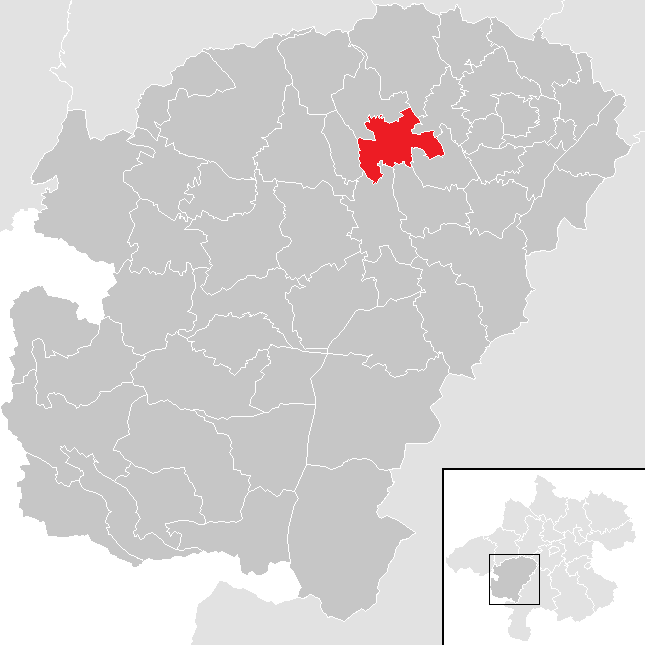
Ungenach a Vöcklabrucki járásban

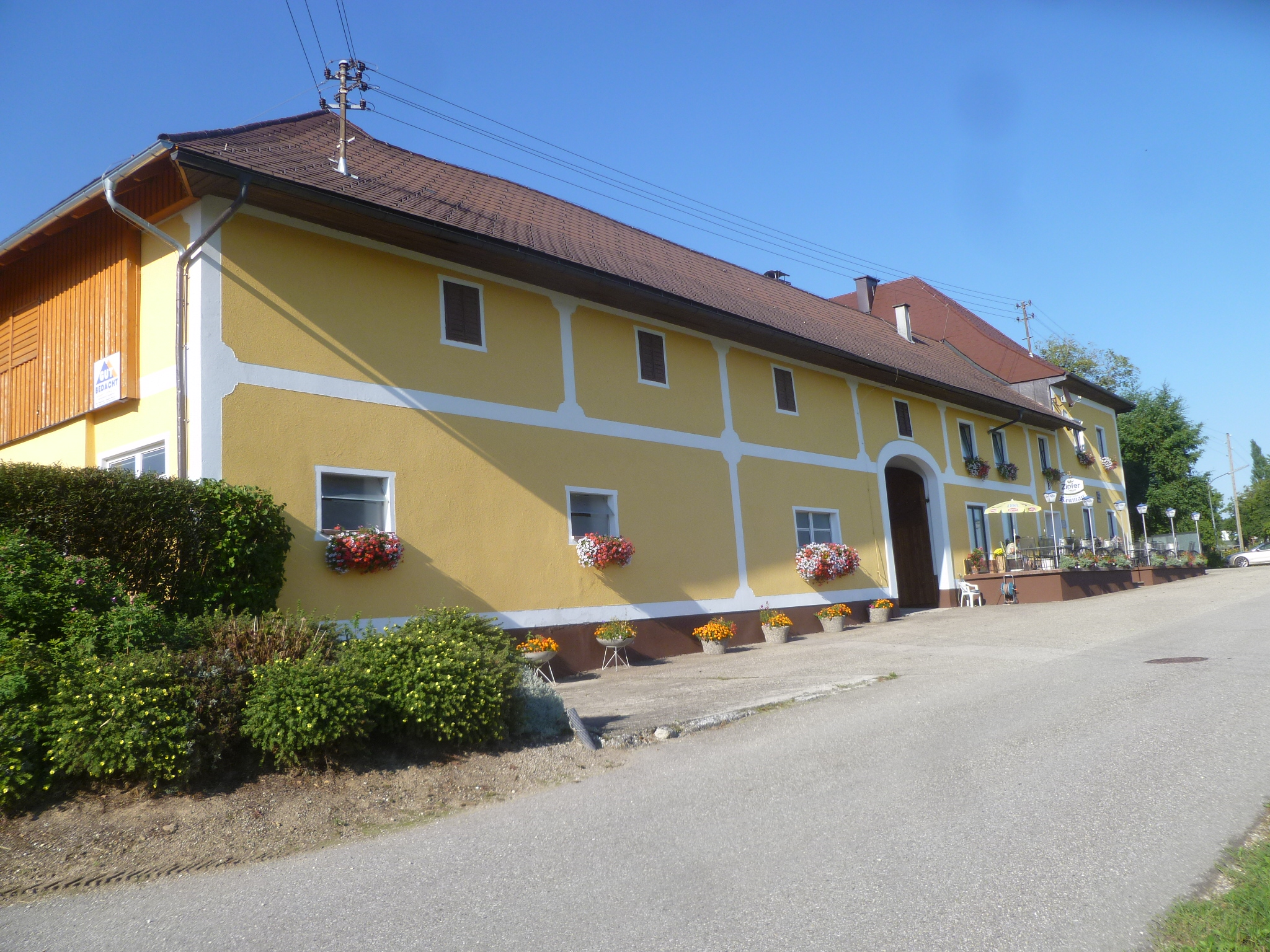
Az ainwaldingi nemesi kúria

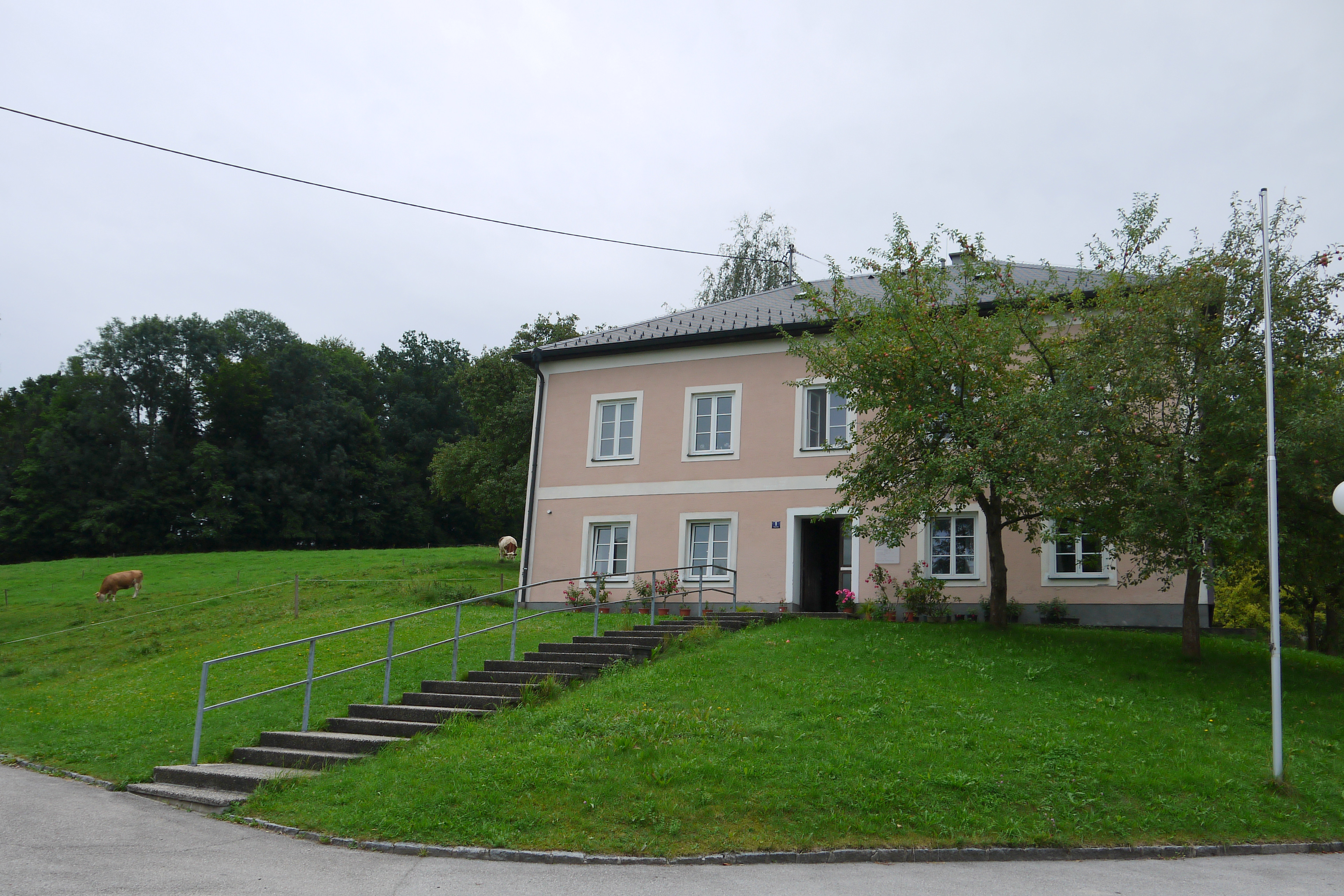
Az 1878-ban épült plébánia

Ungenach Felső-Ausztria Hausruckviertel régiójában helyezkedik el. Területének 13,3%-a erdő, 78,3% áll mezőgazdasági művelés alatt. Az önkormányzat 31 falut és településrészt egyesít: Ainwalding (55 lakos 2018-ban), Billichsedt (82), Brunau (26), Brunngstaudet (29), Dornet (133), Engelsheim (49), Fuchsberg (17), Grillmoos (34), Haag (14), Hocheck (5), Hochmoos (53), Jocheredt (51), Kellner (59), Kirchholz (55), Kochberg (103), Kronberg (9), Mittereinwald (22), Mitterschlag (72), Mösl (20), Natternberg (84), Obereinwald (48), Oberleim (88), Pohn (58), Pohnedt (35), Rametsberg (17), Reichering (16), Ungenach (194), Unterleim (11), Vorderschlag (12), Zahnhof (15) és Zehentpoint (26). 
A környező önkormányzatok: északon Ottnang am Hausruck, északkeleten Manning, délkeleten Pilsbach, délen Vöcklabruck és Timelkam, nyugaton Puchkirchen am Trattberg, északnyugaton Zell am Pettenfirst. 

## Története
A térségbe a 7-8. században települtek be a germán bajorok, az általuk ekkor alapított települések nevének jellegzetes végződése az -ing (Reichering, Heizing stb.). A 748-ban alapított mondseei apátság ebből az évből származó egyik oklevele megemlít egy Abraham nevű házat, amely talán azonos egy zehentpointi tanyával. Ungenach első biztos írásos említése 1160-ból származik; egy itteni nemest felsorolnak a salzburgi érsek miniszteriálisai között.  
Ungenach eredetileg a Bajor Hercegséghez tartozott; a 12 században került át Ausztriához. A hercegség 1490-es felosztásakor az Enns fölötti Ausztria része lett. A napóleoni háborúk során több alkalommal megszállták. 
A köztársaság 1918-as megalakulásakor Felső-Ausztria tartományhoz sorolták. Miután Ausztria 1938-ban csatlakozott a Német Birodalomhoz, az Oberdonaui gau része lett; a második világháború után visszakerült Felső-Ausztriához.

## Lakosság
Az ungenachi önkormányzat területén 2018 januárjában 1492 fő élt. A lakosságszám 1961 óta gyarapodó tendenciát mutat. 2016-ban a helybeliek 95,8%-a volt osztrák állampolgár; a külföldiek közül 1,3% a régi (2004 előtti), 0,9% az új EU-tagállamokból érkezett. 0,3% a volt Jugoszlávia (Szlovénia és Horvátország nélkül) vagy Törökország, 1,7% egyéb országok polgára. 2001-ben a lakosok 91%-a római katolikusnak, 4,7% evangélikusnak, 1,2% mohamedánnak, 1,9% pedig felekezeten kívülinek vallotta magát. Ugyanekkor a legnagyobb nemzetiségi csoportot a német (98%) mellett a törökök alkották 1,2%-kal.  

## Látnivalók
- a Szt. Lőrinc-plébániatemplomot 1160-ban említik először, a késő gótikus épület 1526-ból származik
- a mintegy 80 tagú fúvószenekar ünnepi alkalmakkor felvonul a községben

## Testvértelepülések
- Bischofsmais (Németország)

## Fordítás
- Ez a szócikk részben vagy egészben  az   Ungenach című német Wikipédia-szócikk ezen változatának fordításán alapul.  Az eredeti cikk szerkesztőit annak laptörténete sorolja fel. Ez a jelzés csupán a megfogalmazás eredetét és a szerzői jogokat jelzi, nem szolgál a cikkben szereplő információk forrásmegjelöléseként.